# Kleines Marienburger Werder
Das Kleine Marienburger Werder (polnisch Żuławy Elbląskie, auch Elbingsches/Elbinger Werder) ist eine Binneninsel im Gebiet des Weichsel-Nogat-Deltas (poln. Żuławy Wiślane) in der polnischen Woiwodschaft Pommern. Zur Zeit des autonomen Königlichen Preußen, das bis 1772 bestand, war das Gebiet  der Verwaltungseinheit Woiwodschaft Marienburg mit Sitz in Marienburg (Malbork) zugeordnet.

## Geographie
Das Kleine Marienburger Werder liegt zwischen den Städten Malbork und Elbląg (Elbing) und wird im Westen durch die Nogat begrenzt, hinter der das Große Marienburger Werder liegt.
Seit 1945 gehört das Gebiet des Kleinen Marienburger Werders zum Powiat Malborski mit Sitz in Malbork.